# Glaphyra scabrida
Glaphyra scabrida là một loài bọ cánh cứng trong họ Cerambycidae.